# Rolling (rivière)
Pour les articles homonymes, voir Rolling.
La rivière Rolling  (en  anglais : Rolling River) est un cours d’eau court de la région de  Tasman dans l’Île du Sud de la Nouvelle-Zélande.

## Géographie
Elle est formée par la confluence de plusieurs torrents - Nuggety Creek, Blue Creek, et Granny Creek – et s’écoule vers le nord pour atteindre la rivière Wangapeka à 12 kilomètres au nord du mont Owen.